# Альянс консерваторів та реформістів у Європі
Альянс консерваторів та реформістів у Європі (англ. Alliance of Conservatives and Reformists in Europe) — політична партія, яка діє на теренах Європи та бере участь у виборах до Європейського парламенту.
Президентом АКРЕ є депутат Європарламенту Ян Заграділ, а його генеральним секретарем є депутат Європарламенту Деніел Ханнан. Віцепрезидентами є народний депутат від Ісландії Гурлаугур Лорарсон, депутат Європарламенту Анна Фотига від Польщі, депутат від Великої Британії Джеффрі Кліфтон-Браун та Зафер Сіракая від Туреччини.

## Історія створення
Європейські консерватори і реформатори — група, створена після виборів до ЄП в 2009 консервативними партіями. Нараховує 54 євродепутати і є п'ятою за величиною фракцією в ЄП.
Згідно з заявою Вільяма Гейґа від 22 червня 2009, рішення про вступ до фракції прийняло 56 депутатів з дев'яти держав, що дозволило б ЄКР зайняти четверту позицію за чисельністю. До складу групи увійшли Консервативна партія Великої Британії, польська «Право і справедливість» та Громадянська демократична партія Чехії, а також поодинокі представники з інших партій.
Програма Європейських консерваторів і реформаторів базується на Празькій декларації, яка проголошує такі цінності, як свобода особистості, підтримка вільного ринку і інше.

## Члени партії

Представники країн в партії

До АЄКР входять консервативні та реформістські партії з 10 країн. 
Бельгію представляє партія «Libertarian, Direct, Democratic», Чехію — Громадянська демократична партія, Грузію — Християнсько-демократичний рух, Ісландію — Незалежна партія, Латвію — Рух за Батьківщину й свободу, Велику Британію — Консервативна партія, й т.д. 